# Barão de Leopoldina
Barão de Leopoldina é um título nobiliárquico criado por D. Pedro II do Brasil, a favor de Manuel José Monteiro de Castro.
Titulares
1. Manuel José Monteiro de Castro (1805—1868);
2. José de Resende Monteiro (1810—1888).